# Краснюк-Яблокова, Тамара Алексеевна
Тама́ра Алексе́евна Красню́к-Я́блокова (28 февраля 1939, Могилев, Белорусская ССР, СССР — 25 июня 2008, Ростов-на-Дону, Россия) — советская и российская актриса. Народная артистка Российской Федерации (1992).

## Биография
Родилась 28 февраля 1939 года в городе Могилёв.
В 1957 году окончила школу. В 1961—1965 годах училась в театральном училище имени Щукина.
Работала в Минском государственном русском драматическом театре им. М. Горького, Таганрогском мемориальном Чеховском театре.
В 1977 году была принята в труппу Ростовского-на-Дону театра драмы им. М. Горького, сцене которого посвятила всю оставшуюся жизнь. За долгие годы работы в театре Тамара Алексеевна великолепно создала целую галерею разнохарактерных образов, до последнего радовала донского зрителя новыми премьерами.
Была замужем за актёром Ростовского театра им. М. Горького С. Краснюком.
Тамара Яблокова скончалась 25 июня 2008 года.

## Театральные работы

### Ростовский академический театр драмы имени Максима Горького[2]
избранное 1977—2006
- М. Шолохов «Тихий Дон» — Аксинья
- М. Булгаков «Кабала святош» — Мадлена Бежар
- М. Булгаков «Бесы» — Варвара Петровна Ставрогина, помещица
- В. Вишневский «Оптимистическая трагедия» — Комиссар
- У. Шекспир «Ричард III» — королева Елизавета
- Мольер «Мещанин во дворянстве» — госпожа Журден
- С. Лобозёров «Именины на костылях или семейный портрет с посторонним» — Катерина
- Н. Гоголь «Ревизор» — Анна Андреевна
- А. Чехов «Вишнёвый сад» — Любовь Андреевна Раневская, помещица
- Д. Патрик «Американская комедия, или Как бы нам пришить старушку» — Памела
- Д. Килти «Милый лжец» — Стелла Патрик Кэмпбелл, актриса
- А. Николаи «Немного нежности» — Мими
- Р. Харвуд «Квартет» — Сесиль
- И. Ворон, Л. Ворон «Семейный портрет с картиной» — бабушка Серафима
- И. Иларионов «Космонавты» — Веста

## Фильмография
- 1993 — Барабаниада — эпизод

## Награды
- Заслуженная артистка РСФСР (1981)
- 1992 — Народная артистка Российской Федерации - за большие заслуги в области театрального искусства[1]
- 1994 — Театральная премия «Респект» за роль Екатерины в спектакле «Именины на костылях»
- 2000 — премия конкурса «Мельпомена-2000» за лучшую женскую роль
- 2002 — диплом декады Донского театра за роль госпожи Журден в спектакле «Мещанин во дворянстве»